# Тамаш Секереш
Тамаш Секереш (мађ. Szekeres Tamás; Будимпешта 18. септембар 1972) је бивши мађарски фудбалер и тренутно технички менаџер мађарског националног тима.

## Фудбалска биографија
Прве професионалне године Секереш проводи у Ференцварошу у којем проводи пет година од 1990. до 1995. Затим прелази у МТК где игра наредне три године од 1995. до 1998. Наредне сезоне, 1999, Секереш прелази у ФК Ујпешт где остаје само годину дана, а после такође одлази у иностране клубове где проводи по једну сезону. Играо је још у Белгији, Немачкој и Норвешкој са прекидима се враћао у Мађарску где је играо за ФК Дебрецин.
За национални тим Мађарске Секереш је играо у периоду од 1994. до 2003. године, одигравши укупно шест утакмица. Играо је на позицији одбрамбеног играча.

## Клупски успеси
- Прва лига Мађарске (3 пута): 1992, 1995, 1997
- Куп Мађарске (7 пута): 1991, 1993, 1994, 1995, 1997, 1998, 2005
- Супер Куп Мађарске (3 пута): 1993, 1994, 1995